# 守山藩
守山藩（日语：／ Moriyama han */?）曾經是一個位於日本磐城國田村郡（今福島縣郡山市一帶），是水戶藩其中一個支藩。藩廳是守山陣屋。

## 歷史
1661年（寬文元年）在常陸國額田立藩。石高為2萬石。1700年（元祿13年）遷移到磐城國守山。至1871年廢藩置縣為止。

## 歷代藩主

### 水戶松平家
親藩。2万石。
1. 松平賴元
2. 松平賴貞
3. 松平賴寛
4. 松平賴亮
5. 松平賴慎
6. 松平賴誠
7. 松平賴升
8. 松平賴之